# Gossypium hirsutum
Gossypium hirsutum, con el nombre común de algodón de tierras altas o algodón mexicano, es la especie más ampliamente plantada de  algodón en los Estados Unidos, constituyendo el 95% de toda la producción de algodón. Originario del continente americano, específicamente de México, esta especie representa el 90% de toda la producción de todo el mundo.  En náhuatl, es conocido como ichcatel y los mayas lo conocen como taman.

## Descripción
Gossypium hirsutum es una planta herbácea perenne (se la cultiva como anual) que alcanza de 60 a 150 cm de altura. El eje del tallo es verde, a veces rojizo y tiene una pilosidad simple. Las hojas son lobuladas, raramente llegan a tener cinco lóbulos de forma más o menos triangular. El limbo mide de 5 a 10 cm de largo, el ancho es ligeramente más grande que la longitud. La base de la hoja tiene forma de corazón. El pecíolo tiene 3-10 cm de largo. Los pecíolos y las hojas son pilosos.
Las flores salen de una inflorescencia axilar  y tienen unos 2,5 cm de largo. Su color es blanco, amarillento o rojizo. El fruto es una cápsula, con tres a cinco partes,  de 3 a 4 cm de largo y 2-3 cm de ancho. Las semillas son ovales y  de 0,3 a 0,5 cm. La fibra que rodea las semillas (el algodón) es larga de color blanco.

## Historia
La evidencia arqueológica del Valle de Tehuacán, en México muestra el cultivo de esta especie hace 5.000 años. Esta es la evidencia más temprana del cultivo de algodón en las Américas que se encuentra hasta el momento. De acuerdo con Hutchinson, 1951; Brubaker y Wendel, 1954; se considera como centro de origen de la especie G. Hirsutum y sus variedades, los límites entre Guatemala y México.

## Sinonimia
| - Gossypium asiaticum Raf. - Gossypium birkinshawii Watt - Gossypium caespitosum Tod. - Gossypium convexum Raf. - Gossypium divaricatum Raf. - Gossypium elatum Salisb. - Gossypium harrissii Watt - Gossypium hopi Lewton - Gossypium jamaicense Macfad. - Gossypium lanceolatum Tod. - Gossypium latifolium Murray - Gossypium marie-galante Watt - Gossypium mexicanum Tod. - Gossypium micranthum Cav. - Gossypium nervosum G.Watt | - Gossypium nicaraguense Ram.Goyena - Gossypium oligospermum Macfad. - Gossypium pallens Raf. - Gossypium palmerii G. Watt - Gossypium paniculatum Blanco - Gossypium prostratum Schumach. & Thonn. - Gossypium punctatum Rich., Guill. & H.Perrier - Gossypium religiosum L. - Gossypium schottii G. Watt - Gossypium siamense Tussac - Gossypium taitense Parl. - Gossypium volubile Ram. Goyena - Hibiscus religiosus (L.) Kuntze - Xylon religiosum (L.) Moench |

## Galería

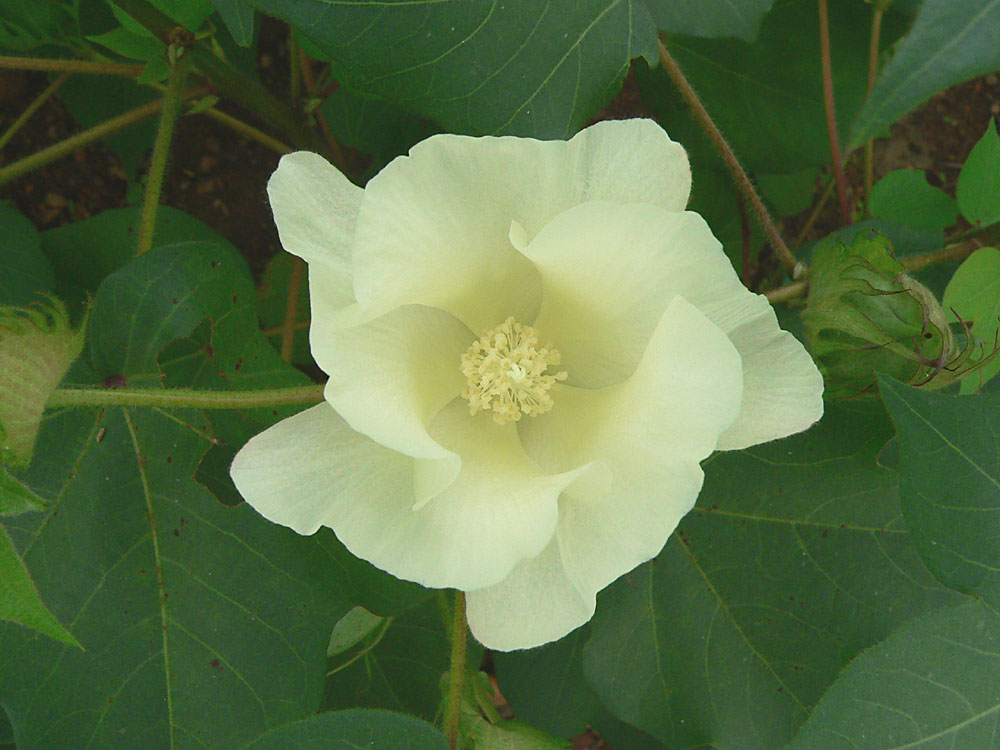
Flor
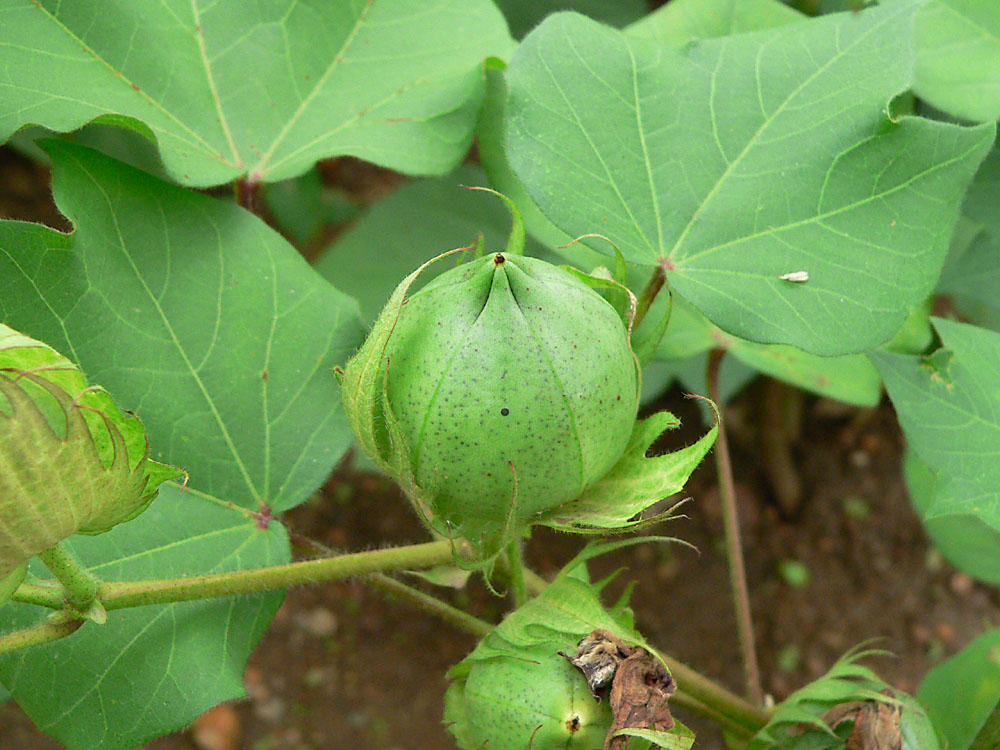
Bola de algodón
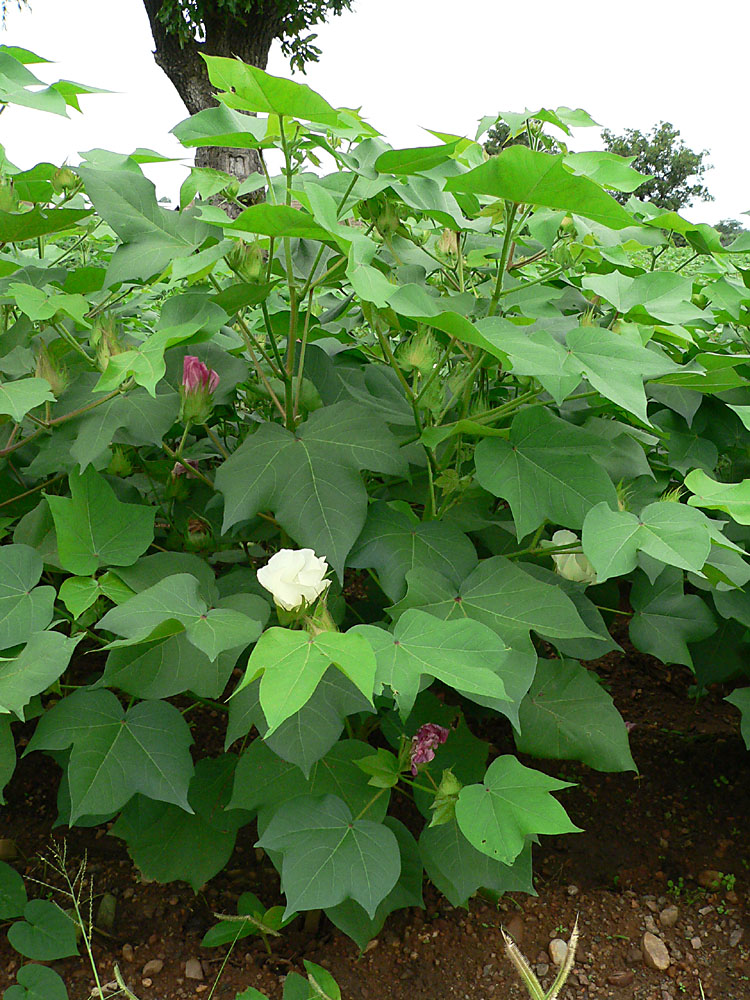
Planta
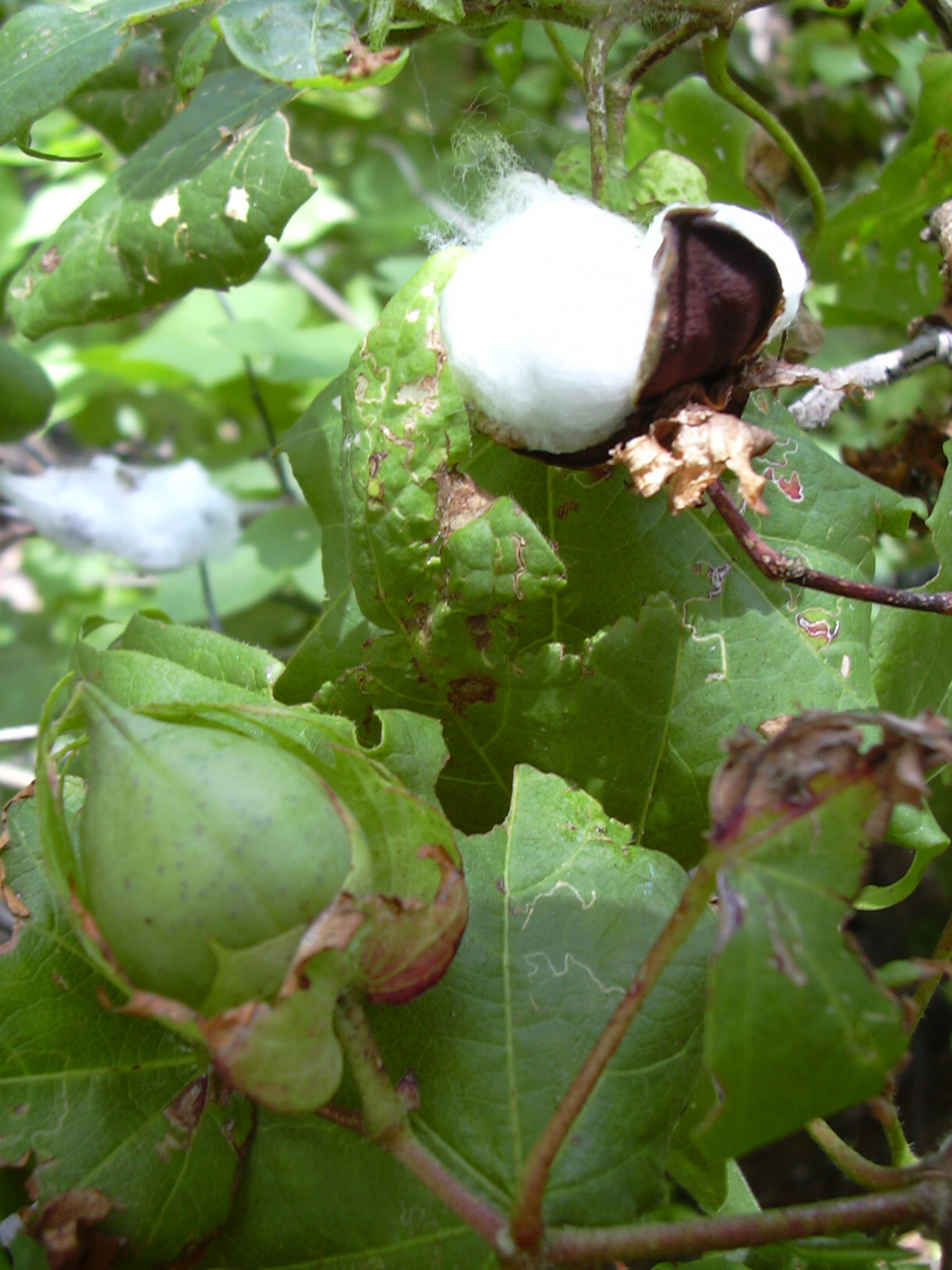
Fruto
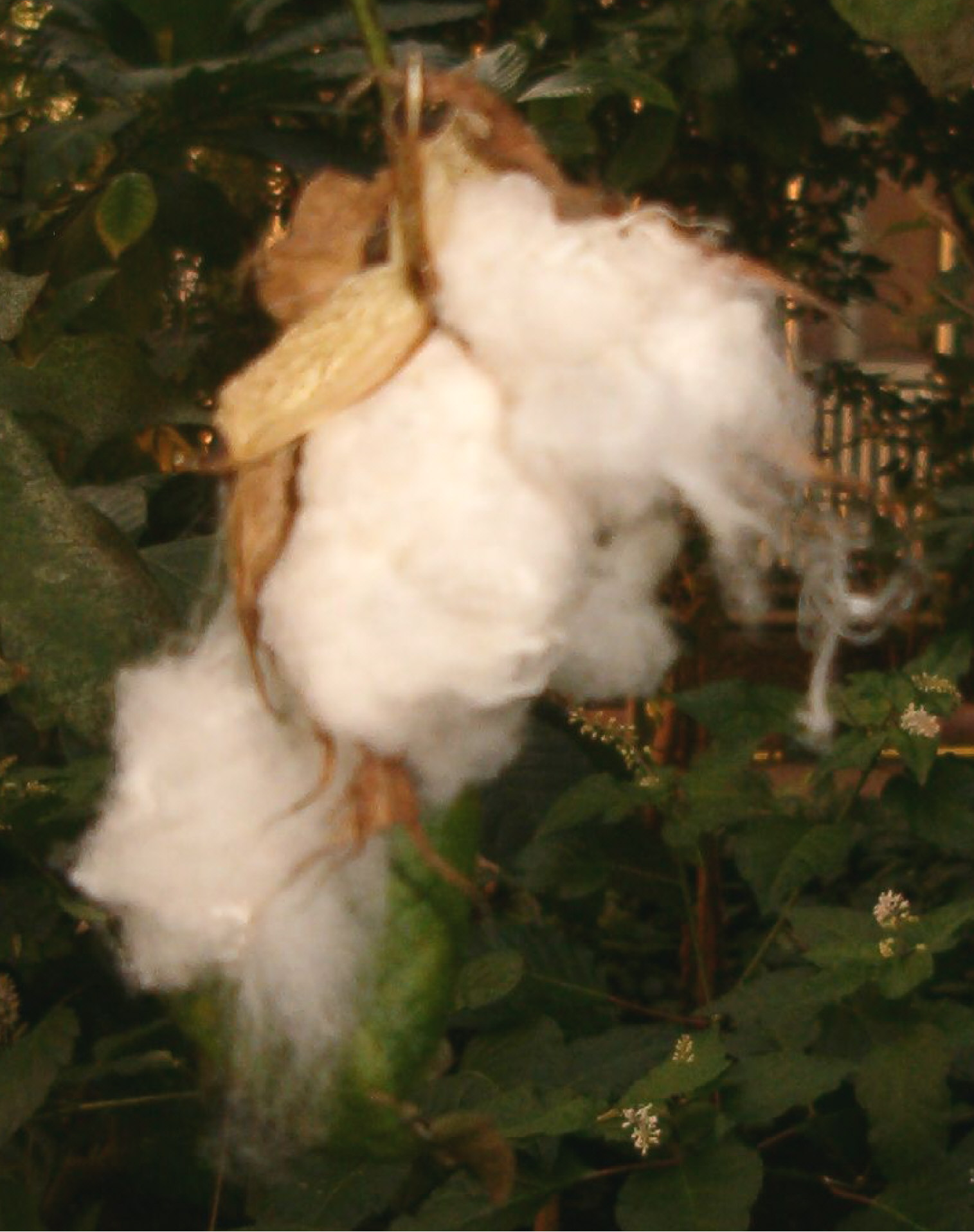
Fruto abierto
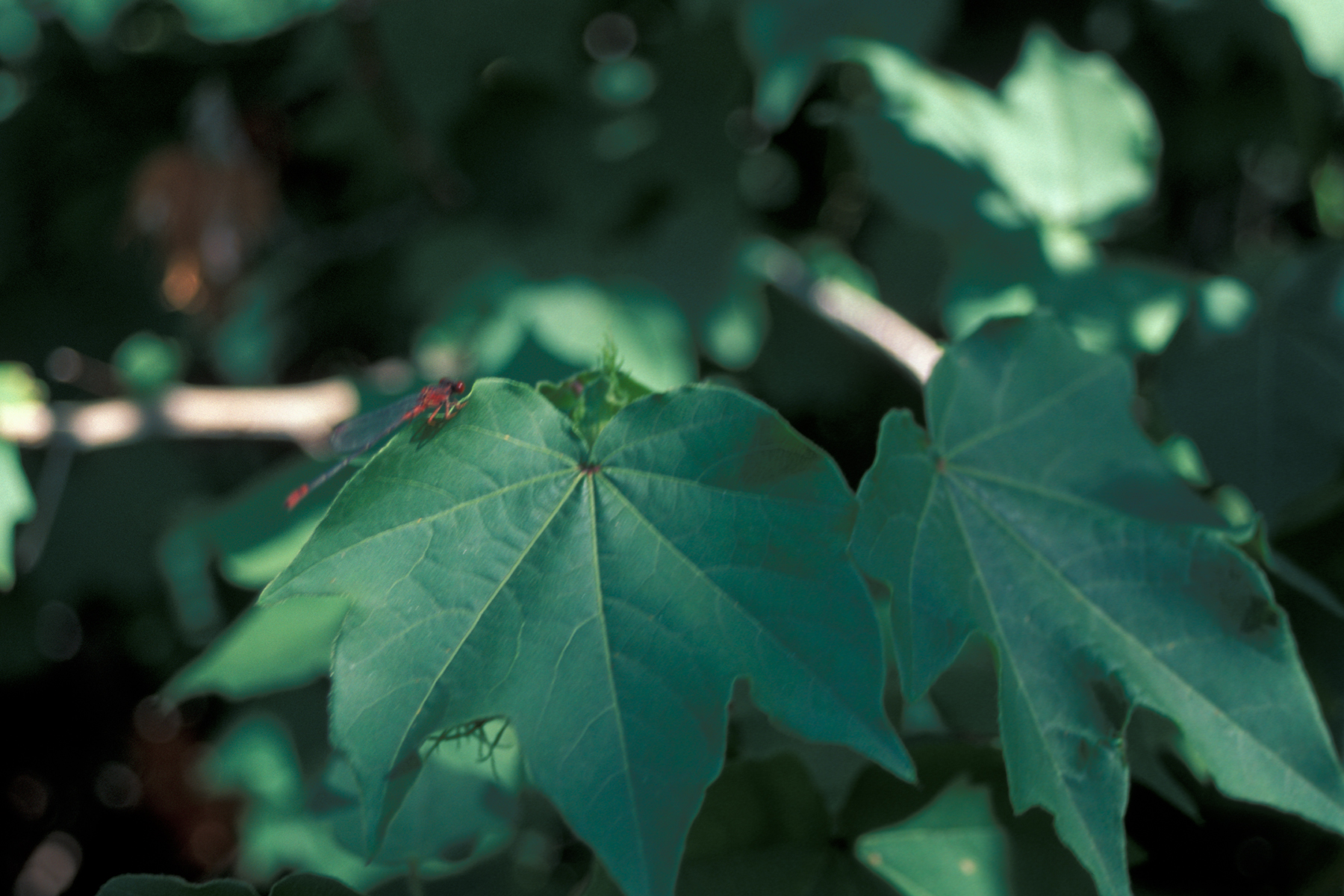
Hoja
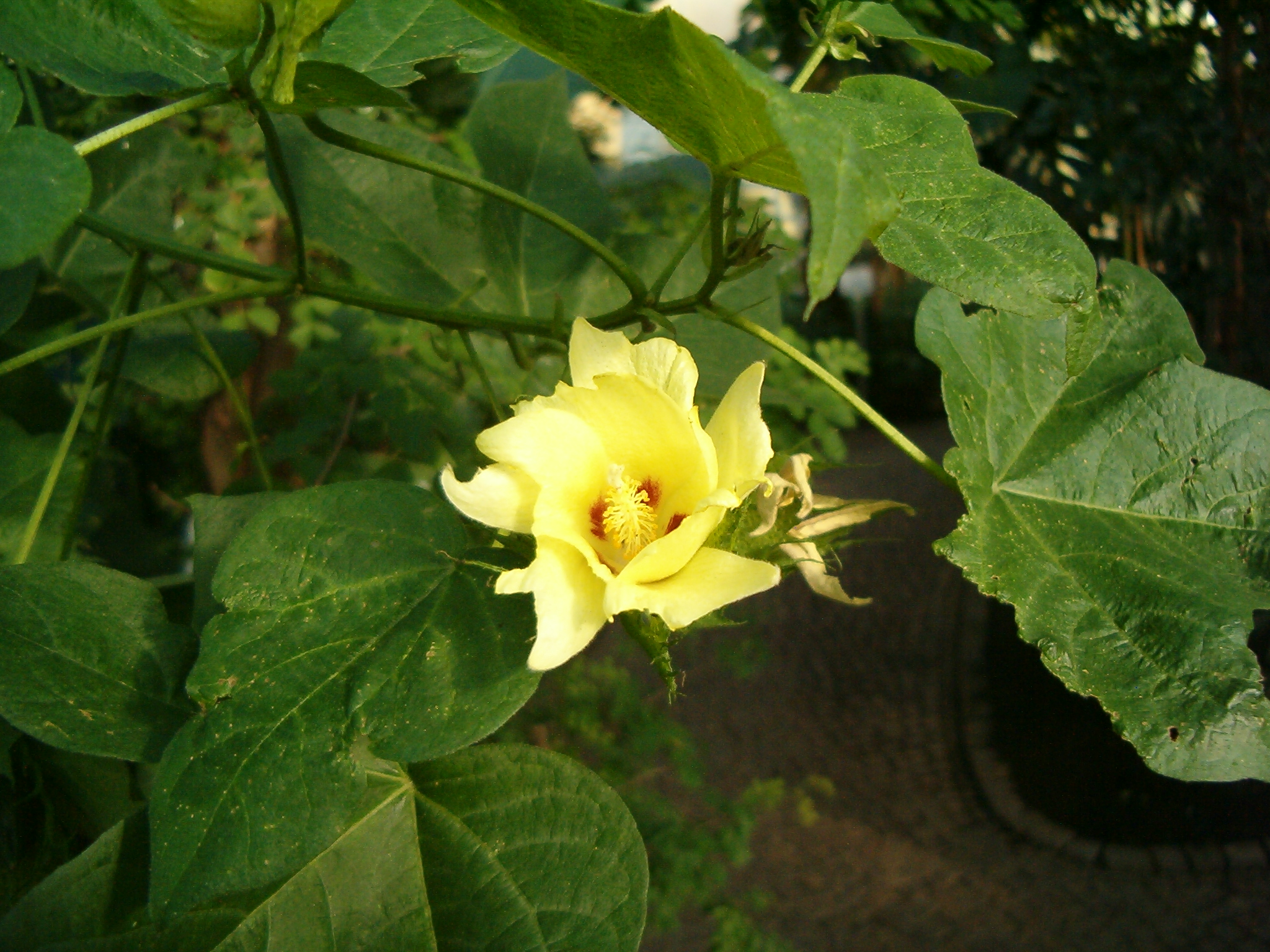
Hojas y flores
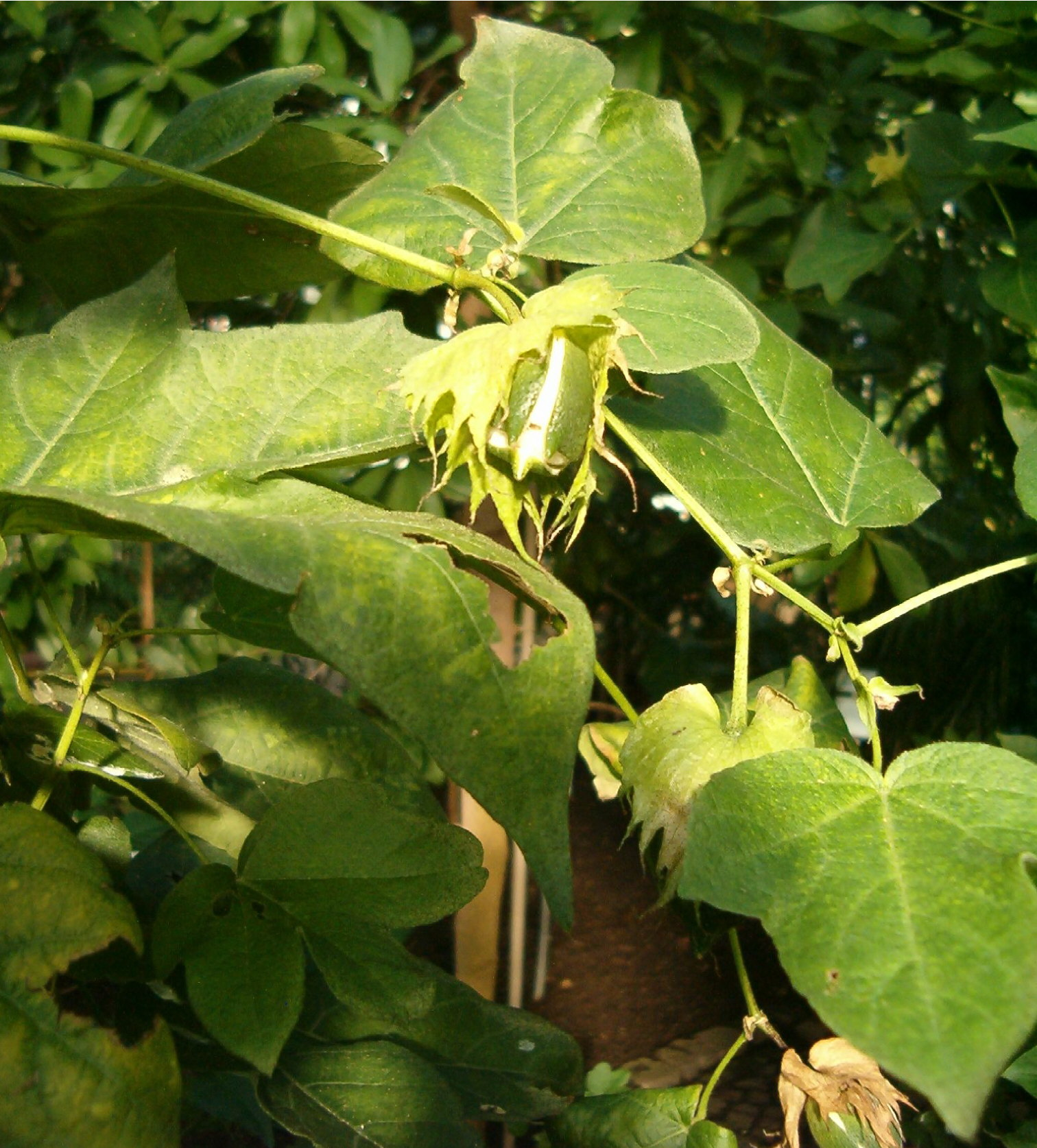
Frutos y hojas